# ВИЧ/СПИД в Узбекистане
ВИЧ/СПИД в Узбекистане представляет собой серьёзную общественную проблему. Если в 2012 году в стране было зарегистрировано 21,5 тысячи  ВИЧ-инфицированных  и число новых случаев составляло 3,5 тысячи ежегодно, то в 2020-2022 годах общее число носителей варьировалось от 45 до 58 тысяч, ежегодное количество новых случаев — от 3,8 до 4,2 тысячи (при населении в 34,9 миллиона). Международные специалисты высказывали сомнения в заявлениях узбекских властей о достижениях в борьбе с ВИЧ, указывая на искажение данных и некорректные методы их сбора.
Проблему усугубляют социальная стигма, недостаток профилактических программ, ограниченные знания населения о вирусе и дискриминация ВИЧ-позитивных людей. Например, в стране действует уголовное наказание за передачу ВИЧ, которое может быть применено практически к любому сексуально активному носителю ВИЧ, даже если тот регулярно применяет антиретровирусную терапию и уведомил партнёра о своём статусе.

## Распространение ВИЧ
В 1987 году в Узбекистане был зафиксирован первый случай ВИЧ, однако ещё более десяти лет эпидемия оставалась на начальном уровне. С ростом проституции после получения независимости Узбекистаном  в 1991 году ВИЧ стал активно распространяться. Многие секс-работники не осознавали всех рисков или не могли позволить презервативы, цена которых достигала 1/15 среднемесячной зарплаты. В результате к 2004 году в стране было зарегистрировано около 11 тысяч ВИЧ-инфицированных. Из них секс-работницы составляли 20%, а все женщины - 33%. Высокая доля секс-работников среди ВИЧ-инфицированных повышала риск стремительного распространения вируса.
По официальным данным, число наркозависимых в Узбекистане к 2002 году превысило 25 тысяч, хотя независимые аналитики считали, что реальное число могло быть в 10 раз больше. Среди новых случаев ВИЧ 70 % приходилось на потребителей героина. По данным ЮНЭЙДС, у наркозависимых как у уязвимой группы населения риск инфицирования в 22 раза выше, чем в среднем в популяции. Быстрое распространение наркомании вызывало тревогу, и фонд ЮНЭЙДС заявил, что распространение ВИЧ в Узбекистане стало неуправляемым.
На протяжении многих лет власти игнорировали проблему, а недостаток знаний о вирусе у медиков способствовал распространению эпидемии. Известны случаи, когда врачи перелили ребёнку заражённую кровь его отца, не проверив последнего на наличие вируса. В 2007—2010 годах официальные лица пытались скрыть больничный скандал, в результате которого было инфицировано 147 детей в городе Наманган. Аналогичный случай произошёл в Андижанской области, когда врачи заразили 9 человек, перелив им кровь инфицицированного бывшего заключённого.
Международные специалисты высказывали сомнения в заявлениях узбекских властей о достижениях в борьбе с ВИЧ, указывая на искажение данных и некорректные методы их сбора. По сообщениям очевидцев, власти намеренно тестировали на ВИЧ среди групп населения с низким риском заражения с целью улучшить официальную статистику. Так, в 2011 году было заявлено о 0,19 случаях на 100 тысяч жителей, в то время как три года назад этот показатель составлял 0,43. Власти также не раскрывали данные о количестве детей с ВИЧ. По неофициальным данным, в 2012 году число таких детей достигло 2,5 тысяч. Из-за недостатка профилактических программ в обществе сохранялись стереотипы, и люди, живущие с ВИЧ, сталкивались с дискриминацией, в том числе с отказом в помощи в специализированных учреждениях или медицинском обслуживании.
К 2012 году в Узбекистане было зарегистрировано около 21,5 тысяч ВИЧ-инфицированных, и каждый год эта цифра росла примерно на 3,5-3,8 тысячи. К 2015 году общее число ВИЧ-положительных в стране достигло 32,7 тысячи, большинство из которых проживали в Ташкенте, Ташкентской, Андижанской и Самаркандской областях. Ежегодное число новых случаев выросло до 4-4,2 тысячи. Ожидалось, что быстрое распространение ВИЧ приведёт к чрезмерной нагрузке на систему здравоохранения страны.
Если в 2007 году на каждые 100 тысяч жителей приходилось 8 случаев ВИЧ, то уже через три года этот показатель увеличился до 13, а к 2013 году в некоторых районах доходил до 18. Случаи ВИЧ были зарегистрированы во всех административных территориях республики, большинство — в Ташкенте и Ташкентской области.
Меры профилактики позволили со временем сократить передачу  ВИЧ от матери к ребёнку: в 2013 году уровень вертикальной передачи ВИЧ составил 2,3 %, а к 2021 году снизился до 0,7 %. Также с 2011 по 2021 год заболеваемость среди детей до 18 лет уменьшилась более чем в три раза. Тем не менее, по оценкам 2018 года, в стране проживало от 8 до 10 тысяч детей с ВИЧ. При этом для них действовало только девять детских садов, предоставляющих адекватную медицинскую, психологическую и социальную поддержку. Из-за укоренившейся стигмы большинство родителей скрывало диагноз от своих детей и родственников.
В 2017 году распространённость ВИЧ составляла 0,3 % среди всего населения, но была заметно выше среди групп риска. Например, в среде наркозависимых она составляла 5,1 %. Среди мужчин, практикующих секс с мужчинами показатель составлял 3,3 %. Однако эти данные могут быть неточными, так как общее число людей в этой группе сложно определить. В Узбекистане представители ЛГБТ-сообщества часто сталкиваются с нарушением прав и насилием. В 2021 году не менее 36 представителей ЛГБТ были осуждены по статье 120 Уголовного кодекса Узбекистана, предусматривающей уголовную ответственность за гомосексуальность. Из-за страха за свою безопасность они часто скрывают свою ориентацию и ВИЧ-статус даже от врачей.

## Последние данные
Последние данные о количестве инфицированных людей разнятся. По некоторым оценкам, к 2020 году в стране проживало около 58 тысяч ВИЧ-позитивных, из которых 3,9 тысячи были диагностированы за последний год. Большинство случаев было связано с половыми контактами, ещё  18,2 % случаев связаны с инъекционным употреблением наркотиков. В этой наиболее уязвимой группе риска распространённость ВИЧ достигала почти 30 %. Для сравнения в другой группе риска — мигрантов — были инфицированы около 4,1 %.
По другим данным, в 2022 году в стране было зарегистрировано только 45 тысяч носителей ВИЧ, что, тем не менее, на 44 % превышало данные шестилетней давности. Основная возрастная группа носителей — 30-49 лет, 74,3 % из которых заразились во время половых контактов. Из общего числа 14 % составляли дети до 18 лет. На каждую тысячу населения приходилось 0,15 случаев ВИЧ, а общая распространённость в 2021 году составляла 0,2 %. Более 70 % всех выявленных инфицированных проходят антиретровирусную терапию. Но, несмотря на быстрый рост эпидемии, лекарственная доконтактная профилактика оставалась недоступна в стране.

## Терапия и проблемы
В Узбекистане, долгое время остававшемся одной из самых изолированных стран мира, ВИЧ является социальным клеймом. Вспышка ВИЧ, начавшаяся в начале 2000-х, публично не обсуждалась. К 2017 году только один человек в стране публично заявил о своём статусе. Люди, живущие с ВИЧ, подвергаются дискриминации из-за недостатка профилактических программ и ограниченных знаний населения о вирусе. Даже медицинские работники часто не имеют базовых знаний о путях передачи вируса. А на лекциях в медицинских университетах могут рассказывать, что вирус передаётся через дыхание или рукопожатия.
В Узбекистане гендерное неравенство, стереотипы и традиции усиливают уязвимость женщин перед ВИЧ. Только 14 % женщин старше 15 лет осведомлены о способах передачи ВИЧ. Среди них также распространено предвзятое отношение к носителям ВИЧ — 76 % узбекских женщин не купили бы овощи у ВИЧ-положительного продавца и не допускали бы детей с ВИЧ в обычные школы. В стране также установлен список профессий, которые запрещены для ВИЧ-положительных граждан, включая парикмахеров, татуировщиков, мастеров по пирсингу и маникюру. Список заметно сократили с 21 позиции в 2000 году до 9 в 2014. Однако правозащитники критикуют его как необоснованный, поскольку такие работники должны всего лишь выполнять санитарные требования. Например, в 2020 году проходил процесс над девушкой-парикмахером с ВИЧ, хотя её вирусную нагрузку было невозможно определить благодаря своевременной терапии.
Статья 113 Уголовного кодекса Узбекистана устанавливает уголовную ответственность за передачу ВИЧ-инфекции. В 2016 и 2017 годах  по данной статье было осуждено 25 и 29 человек, в 2020 2021 годы число уголовных дел возросло до более 100 в год. Такие законы стигматизируют ВИЧ-позитивных людей. Также в 2022 году министерство внутренних выступило с инициативой тестировать всех секс-работников, гомосексуалов и наркопотребителей, выявленных в ходе «оперативно-профилактических мероприятий».
Несмотря на все проблемы, узбекские власти взяли на себя обязательства ЮНЭЙДС. Они планируют довести до 95 % показатель людей с ВИЧ, осведомлённых о своём статусе, до 95 % — охваченных специальным лечением и добиться неопределяемого уровня вирусной нагрузки у 95 % принимающих терапию. На эти цели выделено $54 млн из фондов государственного бюджета, Глобального фонда, заёмных средств Азиатского банка развития и Азиатского банка инфраструктурных инвестиций. В частности, эти средства направлены на финансирование  78 диагностических лабораторий по ВИЧ. В Узбекистане также действуют 15 центров борьбы со СПИДом.